# Northcote (Christchurch)
Northcote est une banlieue du côté nord de la cité de Christchurch. 

## Situation
La banlieue de Northcote est une localité de la région de Canterbury , localisée au nord de la cité de Christchurch dans la partie moyenne de l’île du Nord de la Nouvelle-Zélande. Elle a une superficie de 1,68 km2.

## Toponymie
La banlieue a été dénommée pour l’homme politique britannique : Stafford Northcote (1818–1887).

## Démographie
Northcote couvre une surface de 1,68 km2.
Le secteur a une population estimée à 2 770 résidents en juin 2021  avec une densité de population de 274 personnes au km2. 
Northcote avait une population de 2 622 personnes lors du recensement de 2018 en Nouvelle-Zélande, en augmentation de 96 personnes (3,8 %) depuis le recensement de 2013 en Nouvelle-Zélande, et en augmentation de 75 personnes (soit 2,9 %) depuis le recensement de 2006 en Nouvelle-Zélande. 
Il y avait 1,014 logements.
On notait la présence de 1 278 hommes et 1 344 femmes donnant ainsi un sexe -ratio de 0.95 homme pour une femme. 
L’âge médian était de 39,6 années (comparés avec les 37,4 années au niveau national), avec 435 personnes (soit 16,6 %) âgées de moins de 15 ans, 504 personnes (19,2 %) âgées de 15 à 29 ans, 1 233 personnes (47,0 %) âgées de 30 à 64 ans, et 453 personnes (17,3 %) âgées de 65 ans ou plus.
L’ethnicité était pour 72,3 % d’européens/Pākehā, 9,3 % de Māoris, 2,3 % de personnes du Pacifique, de 20,4 % d’asiatiques et de 3,8 % d’une autre ethnicité (le total fait plus de 100 % dès lors qu’une personne peut s’identifier de multiples ethnicités).
La proportion de personnes nées outre-mer était de 30,2 %, comparée aux 27,1 % au niveau national.
Bien que certaines personnes objectent à donner leur religion, 45,4 % n’avaient pas de religion, 43,1 % étaient chrétiens, 1,9 % étaient hindouistes, 0,5 % étaient musulmans, 0,7 % étaient bouddhistes et 2,6 % avaient une autre religion.
Parmi ceux d’au moins 15 ans d’âge, 420 personnes (19,2 %) avaient un bac ou un niveau supérieur, et 429 personnes (19,6 %) n’avaient aucune qualification formelle. Le revenu médian était de 32,100 $, comparé avec les 31,800 $ au niveau national. 
Le statut d’emploi de ceux d’au moins 15 ans était pour 1,122 personnes (51,3 %) : employés à plein temps, 300 personnes (13,7 %) étaient à temps partiel, et 102 personnes (4,7 %) étaient sans emploi.